# Лиу Цъсин
Лиу Цъсин (на китайски: 刘慈欣) е китайски компютърен инженер, продуцент и писател на произведения в жанра научна фантастика, фантастичен трилър и фентъзи.
Считан е за водещ писател на научна фантастика в Китай. Той е деветкратен носител на наградата „Галакси“ – най-престижната награда за литературна научна фантастика в Китай (1999 – 2006, 2010), той е първият писател от Азия носител на наградата „Хюго“ за 2015 г. – за „Трите тела“ от поредицата „Земното минало“ и наградата „Локус“ за 2017 г. – за „Death's End“ (Края на смъртта) от трилогията. През 2018 г. е удостоен с наградата „Артър Кларк“ за специалния си принос в служба на обществото.

## Биография и творчество
Лиу Цъсин е роден на 23 юни 1963 г. в Янгкуан, Шанси, Китай. Родителите са работили в мина в Шанси. По време на Културната революция е изпратен да живее във фамилния дом в окръг Луошан, Хънан. Следва хидроинженерство в Севернокитайския университет по опазване на водите и електроенергията, който завършва през 1985 г. След дипломирането си работи като компютърен инженер в Китайската енергийна инвестиционна корпорация в електроцентралата в Ниангзигуан, провинция Шанси. През август 2014 г. се премества в Службата за изследване на литературата и изкуството на Янгцуан.
Вдъхновен от произведенията на писателите Джордж Оруел и Артър Кларк, заедно с работата си започва да пише научна фантастика.
Първият му роман „中国2185“ (Китай 2185) е издаден през 1989 г. Той е определен от критиката като първия киберпънк китайски роман.
През 2006 г. е издаден първият му роман „Трите тела“ от трилогията му „Земното минало“. В началото на XXI век се случва поредица от необясними физични явления, които предизвикват в учените съмнения относно основите на науката, а някои са доведени до самоубийство. С мистерията се заемат разработчикът на наноматериали Уан Мяо и полицаят Да Шъ, които стигат до странна компютърна игра на име „Трите тела“, в която действието се развива в непозната планета с непредсказуеми природни закони в Алфа Кентавър. Тя е свързана с дейността на тайна радиоастрономическа станция за търсене на извънземни по време на Културната революция, където астрофизичка Йе Уън-дзие попада в центъра на събитие застрашаващо човечеството. След публикуване на превода на книгата в САЩ тя е удостоена с престижната награда „Хюго“ за най-добър научнофантастичен роман, а авторът е първият писател от Азия получил тази награда. Романът е екранизиран през 2017 г. в китайския филм „The Three-Body Problem“ с участието на Фън Шаофън и Чжан Цзинчу, а Лиу Цъсин е продуцент.
През 2019 г. разказът му „流浪 地球“ (Странстващата земя) е екранизиран в едноименния филм. В далечното бъдеще, група астронавти и спасителни работници, които водят Земята далеч от разширяващото се Слънце, като едновременно се опитва да предотврати сблъсък с Юпитер. Лентата става третият китайски най-печеливш филм.
Творбите му получават широко признание поради своята наситена атмосфера и иновативно въображение, те успешно съчетават ефимерното с реалността, като се фокусират върху разкриването на същността и естетиката на науката. В тях той се стреми да създаде отчетлив китайски стил на научна фантастика. Той е член на Асоциацията на китайските писатели и Асоциацията на писателите в Шанси.
Лиу Цъсин е женен и има дъщеря. Политическите му възгледи са тясно свързани с тези на китайското правителство. В интервюто си за „Ню Йоркър“ през 2019 г. изразява „твърда и недвусмислена“ подкрепа за действия като въвеждането на лагерите за превъзпитание на мюсюманите-уйгури в Синдзян и политиката на държавата за едно дете.
Живее със семейството си в Янгцуан.

## Произведения

### Самостоятелни романи
- 中国2185 (1989)
- 魔鬼积木 (2002)
- 超新星纪元 (2003) – издаден и като „Supernova Era“
- 球状闪电 (2004) – издаден и като „Ball Lightning“

### Серия „Земното минало“ (三体系列)
1. 三体 (2006) – издаден и като „The Three-body Problem“, награда „Хюго“
Трите тела, изд.: ИК „Колибри“, София (2020), прев. Стефан Русинов
2. 黑暗森林 (2008) – издаден и като „The Dark Forest“
Тъмна гора, изд.: ИК „Колибри“, София (2021), прев. Стефан Русинов
3. 死神永生 (2010) – издаден и като „Death's End“, награда „Локус“
Безсмъртната смърт, изд.: ИК „Колибри“, София (2022), прев. Стефан Русинов

Серията е продължена от писателя Баошу

### Разкази и новели
- 鲸歌 (1999)
- 宇宙坍缩 (1999)
- 带上她的眼睛 (1999)
- 地火 (2000)
- 流浪地球 (2000)
- 命运 (2001)
- 纤维 (2001)
- 鄉村教師 (2001)
- 微纪元 (2001)
- 全频带阻塞干扰 (2001)
- 信使 (2001)
- 中国太阳 (2002)
- 朝闻道 (2002)
- 梦之海 (2002)
- 吞食者 (2002)
- 思想者 (2002)
- 诗云 (2003)
- 地球大炮 (2003)
- 圆圆的肥皂泡 (2004)
- 白垩纪往事 (2004) – издаден и като „Of Ants and Dinosaurs“
- 当恐龙遇上蚂蚁 (2004)
- 镜子 (2004)
- 赡养上帝 (2005) – издаден и като „Taking Care of Gods“
- 欢乐颂 (2005)
- 赡养人类 (2005)
- 山 (2006)
- 魔鬼积木 (2008)
- 2018年4月1号 (2009)
- 月夜 (2009)
- 人生 (2010)
- 太原之恋 (2010)
- 时间移民 (2010)
- 圆 (2015)
- 黄金原野 (2018)

### Сборници
- 流浪地球 (2008)
- 魔鬼积木•白垩纪往事 (2008)
- 动物园里的救世主 (2015)
- 十亿分之一的文明 (2015)
- 孤独的进化者 (2015)
- 爱因斯坦赤道 (2015)
- 第三次拯救未来世界 (2015)
- Hold Up the Sky (2020)

### Екранизации
- 2014 My Three Body – тв сериал
- 2019 流浪 地球, Liu lang di qiu
- 2019 Feng kuang de wai xing ren
- ?? The Three-Body Problem – по романа „Трите тела“, продуцент